# Tangsi Lontar
Tangsi Lontar is een bestuurslaag in het regentschap Ogan Komering Ulu van de provincie Zuid-Sumatra, Indonesië. Tangsi Lontar telt 438 inwoners (volkstelling 2010).